# Soluna (banda)
Soluna fue una banda de rock argentina formada en Buenos Aires a finales de 1975 por Gustavo Santaolalla, luego de su alejamiento de la legendaria banda Arco Iris. 
Se disolvió poco después, al partir Santaolalla hacia Estados Unidos. 
Grabaron un solo álbum: Energía natural, de 1977.

## Historia
El grupo se formó a instancias de Gustavo Santaolalla, cuando abandonó Arco Iris, integrándose también el baterista de Arco Iris, "Droopy" Gianello. Soluna incorporó también a un adolescente Alejandro Lerner, cuando aún era un músico desconocido. El álbum Energía natural, incluye el primer tema grabado de Lerner, "Detrás del vidrio roto". El único álbum de la banda, también registra la participación de Charly García en dos temas, "Ella despertaba" y "Detrás de la valla".

## Integrantes
- Gustavo Santaolalla: guitarras y voz
- Alejandro Lerner: teclados y voces
- Horacio Gianello: batería y percusión
- Mónica Campins: voces
- Oscar "Osqui" Amante: percusión, voces y guitarra ocasional
- Ricardo Libman: bajo y voces
- Sergio Polizzi: violín
- Roberto Valencia: percusión

## Discografía

### Energía natural(1977)
Lado A
1. Espérame encendida (Amante- Libman)
2. Mañana puede ser el día (Santaolalla)
3. Ella despertaba  (Santaolalla)
4. Voy a hacer las paces  (Santaolalla)
5. Sin zapatos es mejor  (Ricardo Libman)

Lado B
1. Si el manzano duerme  (Santaolalla)
2. Detrás de la valla  (Santaolalla)
3. Una vida para armar  (Santaolalla)
4. El terror de la abuela  (Santaolalla)
5. Detrás del vidrio roto (Lerner)

Además de Charly García tocando los teclados, el LP contó con Rody Ziliani en acordeón, mientras que en "Sin zapatos es mejor", Mauricio Veber interpreta el violonchelo. 
Una de las ediciones en CD agrega como bonus track el tema "Energía natural".
El tema "El terror de la abuela" fue reversionado por Juan Carlos Baglietto en su disco de covers "Acné", de 1985.